# Дронов, Виктор Александрович
Виктор Александрович Дронов (7 сентября 1929, Чита, Дальневосточный край — 19 октября 1995, Москва) — советский и российский скульптор. Работал в станковой, монументальной и декоративной пластике.

## Биография
Виктор Дронов родился 7 сентября 1929 года в Чите в семье военного Александра Агаповича Дронова и учительницы Евфалии Федоровны Буториной. Во время Великой Отечественной войны потерял родителей и переехал в Москву. В 1944—1947 годах учился в художественно-ремесленном училище № 41 в Москве. В 1947 году поступил в Московский институт прикладного и декоративного искусства. В 1949 году переехал в Ленинград и поступил на факультет скульптуры Института живописи, скульптуры и архитектуры им. И. Е. Репина. Его преподавателями в институте были И. В. Крестовский и В. В. Лишев. Дипломной работой стала композиция «На сталинградской земле» (руководитель М. А. Керзин).
В 1956 году переехал в Москву. С 1957 года принимал участие в художественных выставках. В 1959 году вступил в Союз художников СССР и МОССХ.
Умер в Москве 19 октября 1995 года. Похоронен на Кунцевском кладбище.
Работы Виктора Дронова находятся в собраниях Государственной Третьяковской галереи, Государственного Русского музея, Эрмитажа и других музеев.

## Работы
Станковые произведения

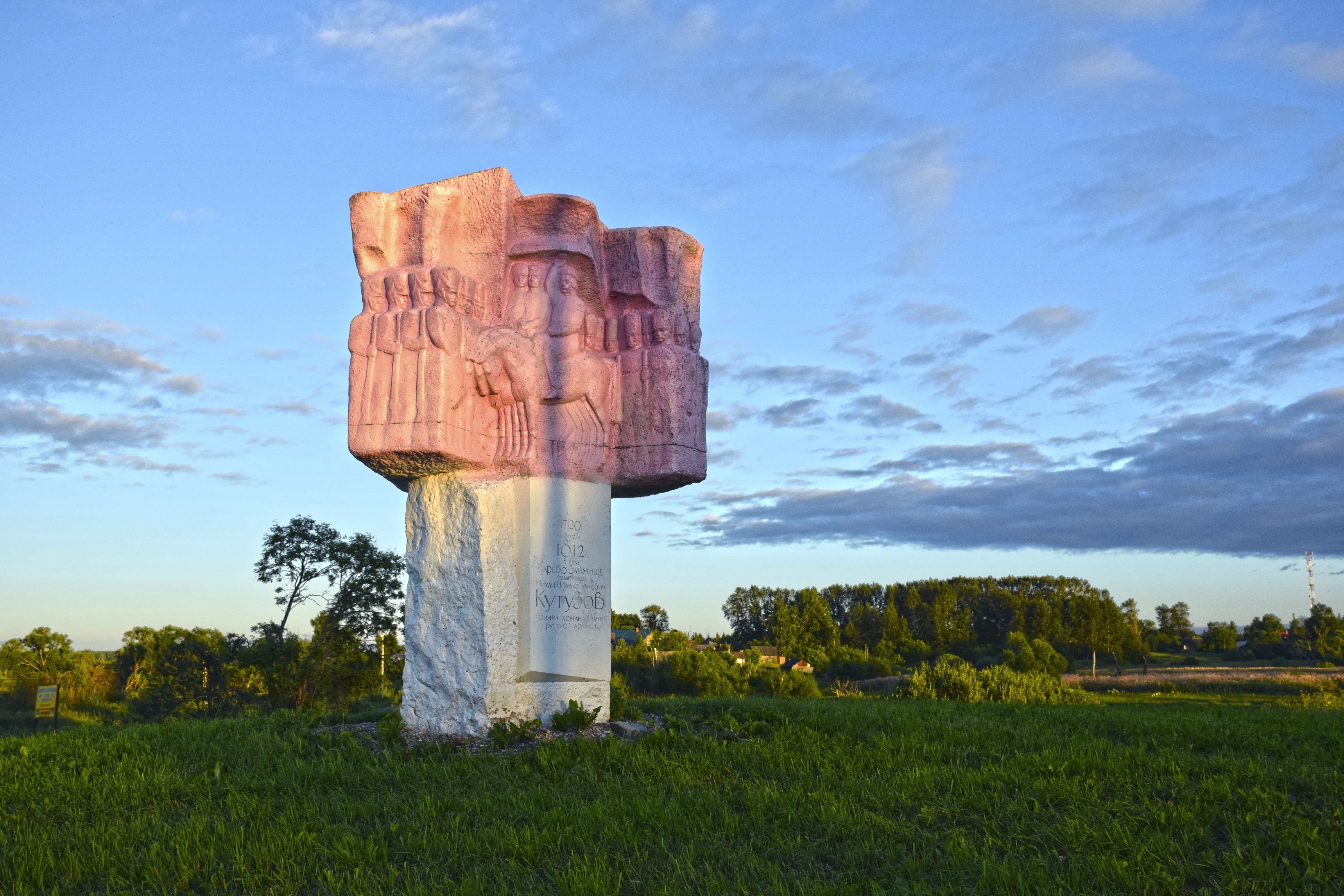
Стела в память о принятии М. И. Кутузовым командования русской армии

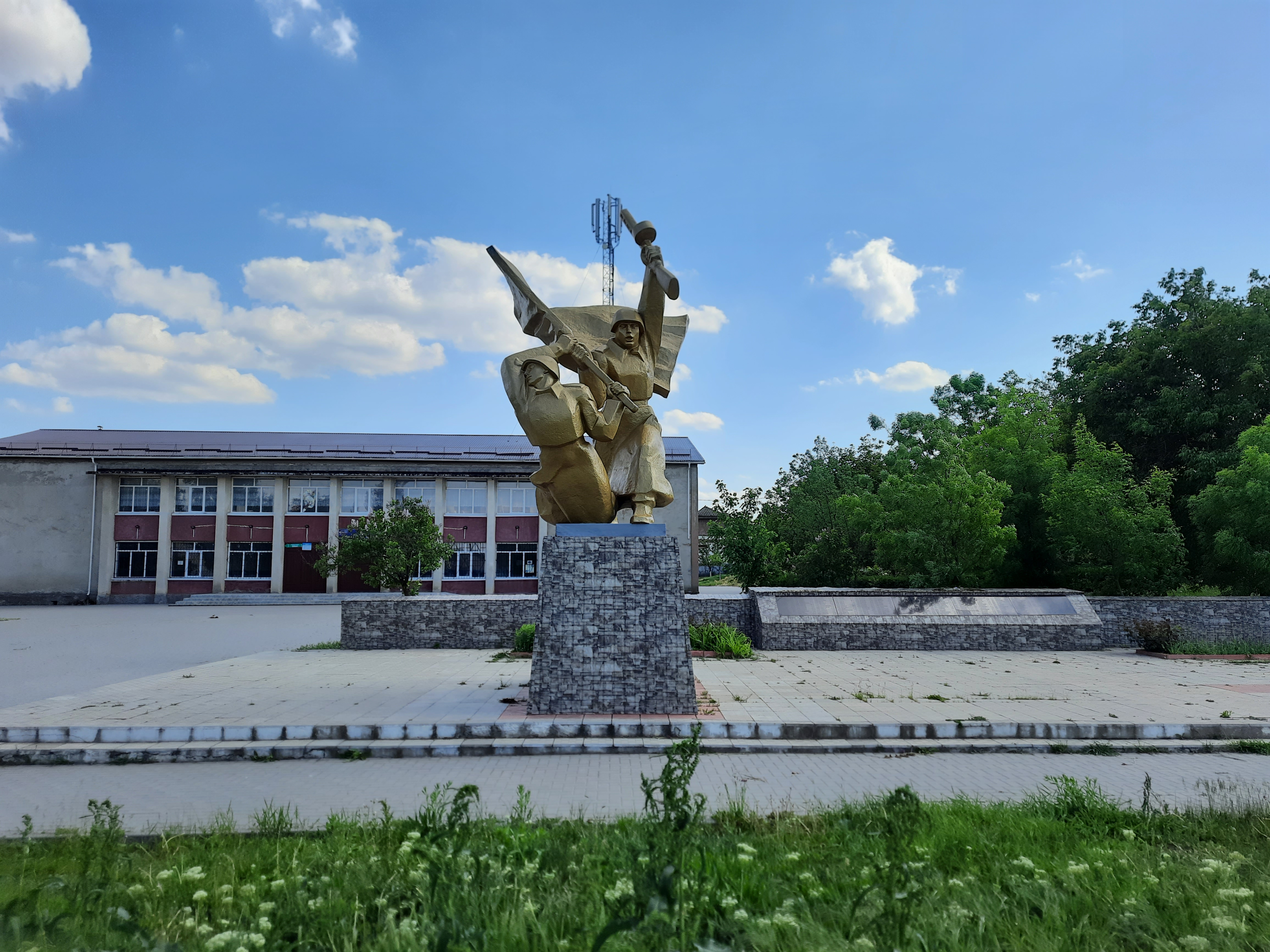
Мемориал погибшим в Великой Отечественной войне, Каинары

- «Разлука. 1941 г.» (гипс тонированный, 1957; алюминий, 1959)[3]
- «Всеобуч» (гипс тонированный, 1959, Ивановский областной художественный музей; чугун, ГРМ)[3]
- «Бегущий солдат» (гипс тонированный, 1961)[2]
- «Саша Петрунин, ровесник целины…» (мрамор, 1961)[3]
- «Баскетболисты» (гипс, 1963)[3]
- «Гребцы» (алюминий, 1968)[3]
- «Лермонтов» (бронза; 1978)[1]
- «Лермонтов» (известняк; 1978)[1]
- Конная группа «Дружба» (бронза, 1979-1982, ГТГ)[2]
- Портрет А. Ахматовой (рельеф, 1982)[2]
- Двухфигурная композиция «Подвиг» (гипс тонированный, 1982-1983)[2]
- Четырехфигурная композиция «Ополченцы» (бронза, 1983)[2]
- Портрет скульптора Г. Распопова (бронза)[2]
- Четырехфигурная композиция «Клятва» (известняк, 1985)[2]
- Портрет М.Ю. Лермонтова (бронза, 1988)[2]
- Фигура М.Ю. Лермонтова (бронза, 1991)[2]
- Портрет скульптора В. Думаняна (бронза, 1994)[2]
- Портрет Оли (бронза)[2]
- Портрет В.И. Сурикова (бронза)[2]
- Портрет Александра Иванова (бронза)[2]
- Портрет Иосифа Бродского (бронза, 1995)[2]
- Фигура Владимира Высоцкого по модели Г. Распопова для памятника на Страстном бульваре в Москве (бронза, архитектор А. В. Климочкин)[2]

Медали
- «20 лет Великой Победы. 1945—1965» (1965)[3]
- «Багратион. 200 лет со дня рождения» (1965)[3]
- «М. В. Фрунзе. 70 лет со дня рождения» (1965)[3]
- Юбилейная плакетка к 95-летию В. И. Ленина (бронза, 1965)[3]

Монументальные работы
- Проект памятников М. Ю. Лермонтову (гипс, 1961; 2-я премия в конкурсе на памятник Лермонтову для Москвы, 1961)[3]
- Проект памятника в ознаменование победы Советской Армии на Курской дуге (гипс, 1969)[3]
- Стела в память погибших в Великой Отечественной войне воинов — рабочих Люблинского литейно-механического завода (рельеф — гранит, 1969, Москва)[3]
- Мемориал погибшим в Великой Отечественной войне (кованая медь, 1975, архитектор И. Попов, село Каинары Молдавской ССР)[1]
- Памятник погибшим в Великой Отечественной войне (кованая медь, 1976, архитектор И. Попов, город Беруни Каракалпакской АССР)[1]
- Проект памятника «Дружба» для Алма-Аты (бронза, 1978)[1]
- Стела в память о принятии М. И. Кутузовым командования войсками русской армии (известняк,	1979, архитектор И. Попов, Смоленская область РСФСР)[1]
- Скульптурная группа «Танковый десант» (металл, 1975-1985, парк искусств «Музеон»)[2]
- Скульптурная конная группа «Дружба» в Барнауле (бронза, 1981-1989)[2]
- Памятник маршалу А. В. Василевскому в Калининграде (гранит, 2000, архитектор И. А. Василевский)

## Семья
- Жена — Евзыкова Лилия Михайловна (1927—2022) — скульптор[2].
  - Сын — Дронов Михаил Викторович (род. 1956) — скульптор[5].